# Trkuše
Trkuše (lat. Turnicidae) porodica ptica nekada uključivana u vlastiti red prepeličarke (Turniciformes), a danas u Charadriiformes. Postoje dva roda sa 17 vrsta.

## Sistematika
Rodovi i vrste trkuša su:
- Ortyxelos
  - Ortyxelos meiffrenii, bjelokrila trkuša
- Turnix

1. Turnix castanotus, kestenjasta trkuša
2. Turnix everetti, sumpska trkuša
3. Turnix hottentottus, kapska trkuša
4. Turnix maculosus, sivoleđa trkuša
5. Turnix melanogaster, pjegava trkuša
6. Turnix nanus, bjelotrba trkuša
7. Turnix nigricollis, madagaskarska trkuša
8. Turnix ocellatus, filipinska trkuša
9. Turnix olivii, sivoglava trkuša
10. Turnix pyrrhothorax, crvenoprsa trkuša
11. Turnix suscitator, prugasta trkuša
12. Turnix sylvaticus, bjelogrla trkuša
13. Turnix tanki, žutonoga trkuša
14. Turnix varius, velika trkuša
  1. Turnix varius novaecaledoniae, novokaledonska trkuša
15. Turnix velox, mala trkuša
16. Turnix worcesteri, luzonska trkuša